# 洪奕光
洪奕光（1966年11月—），男，中国智能系统与网络专家，同济大学教授。主要从事非线性控制系统、复杂系统建模和控制等领域研究。

## 生平
1987年毕业于北京大学力学系，获学士学位，1990年获硕士学位。1993年毕业于中国科学院系统科学研究所，获博士学位。1993年后，历任中国科学院数学与系统科学研究院助理研究员、副研究员、研究员，系统控制重点实验室主任、国家数学与交叉科学中心信息交叉部主任等职。1994年至1995年，在香港理工大学机械系从事博士后研究。2000年至2003年，在美国杜克大学电气与计算机系担任访问学者。2016年11月当选IEEE Fellow。2021年开始担任同济大学教授、上海自主智能无人系统科学中心副主任。

## 荣誉
- 中国科学院青年科学家奖（2001年）
- 国家杰出青年基金（2004年）
- 第九届中国青年科技奖（2006年）[2]
- 第九届“中国科学院杰出青年”称号（2009年）[3]